# Сысоев, Михаил Андреевич
Михаи́л Андре́евич Сысо́ев (25 июня 1922 — 21 мая 2006) — второй помощник начальника штаба 305-го отдельного батальона морской пехоты 83-й отдельной морской стрелковой бригады 46-й армии 2-го Украинского фронта, лейтенант. Герой Советского Союза.

## Биография
Родился 25 июня 1922 года в селе Нижняя Грайворонка (ныне — Советского района Курской области) в крестьянской семье. Русский. Член ВКП(б)/КПСС с 1943 года. Окончил Сталинский горно-промышленный техникум в 1940 году. Работал шахтёром в городе Макеевка Донецкой области.
В Красной Армии с ноября 1940 года. Учился в Макеевской военной авиационной школе, с июня 1941 года — на курсах артиллерийских электриков в школе оружия Черноморского флота в Севастополе.
В боях Великой Отечественной войны с октября 1941 года, доброволец в курсантской пулемётной роте 1-го добровольческого морского отряда под Севастополем. С декабря 1941 года — помощник командира взвода 79-й отдельной курсантской бригады морской пехоты. Участник обороны Севастополя, там же дважды ранен: в ноябре 1941 года легко и в мае 1942 года — тяжело. Эвакуирован на Кавказ.
С июля 1942 года — командир разведгруппы Керченского разведотряда, с августа — помощник командира истребительно-диверсионного отряда 255-й отдельной бригады морской пехоты Черноморского флота, участник боёв по обороне Кавказа, обороны плацдарма «Малая Земля» под Новороссийском. Многократно участвовал в высадках и рейдах в тыл врага по захвату пленных. С июля 1943 года — командир отдельного взвода разведки 305-го отдельного батальона морской пехоты. В 1943 году — вновь два ранения, в июне и в октябре, после второго из них пролежал в госпитале почти полгода. В том же 1943 году главный старшина Сысоев стал офицером: в мае присвоено звание младшего лейтенанта, а уже в октябре — лейтенанта.
В июле 1944 года окончил курсы усовершенствования офицерского состава Черноморского флота, назначен вторым помощником начальника штаба 305-го отдельного батальона морской пехоты 83-й отдельной бригады морской пехоты Черноморского флота. Отличился в Ясско-Кишинёвской наступательной операции, в первом эшелоне десанта форсировал Днестровский лиман 21 августа 1944 года, а на следующий день при преследовании противника во главе небольшой группы разведчиков перехватил отступавший румынский обоз, число солдат в котором многократно превышало число советских бойцов. В этом бою было убито несколько десятков вражеских солдат, захвачены 502 пленных, 140 конных повозок, 4 орудия, 22 пулемёта. За этот подвиг представлен к званию Героя, но вручили орден Красного Знамени.
В последующие дни августа-сентября несколько раз высаживался с десантами в порты Румынии и Болгарии. С октября 1944 года 83-я бригада морской пехоты была передана на 3-й Украинский фронт и наступала вверх по Дунаю, тесно взаимодействуя с кораблями Дунайской военной флотилии. На этом славном боевом пути М. А. Сысоев освобождал Румынию, Югославию, Венгрию, Австрию, Чехословакию. Участник Белградской наступательной операции. Помощник начальника штаба 305-го батальона морской пехоты лейтенант Сысоев М. А. в составе речного десанта, высаженного 3 декабря 1944 года кораблями Дунайской военной флотилии на правый берег реки Дунай, в числе первых ворвался в населённый пункт Опатовац и освободил город.
9 декабря 1944 года М. А. Сысоев возглавлял разведчиков батальона в очередном речном десанте в районе югославского города Вуковар. При внезапной высадке врагу был нанесён значительный урон в живой силе и огневых средствах. Сысоев лично гранатами забросал пулемётный дзот. В жестоком бою бойцы во главе с М. Сысоевым захватили немецкое орудие и из него подбили два танка. Всего 9 и 10 декабря ими были отражены 12 атак, уничтожены 5 танков и 3 орудия. 10 декабря Сысоев был тяжело ранен, но остался на передовой. Когда враг ввёл в бой до 50 танков, стало ясно, что долго продержаться десант не сможет, и в ночь на 11 декабря все бойцы были эвакуированы катерами, несмотря на яростные атаки врага. Ослабевшего от потери крови лейтенанта Сысоева его разведчики вынесли на катер на руках.
Указом Президиума Верховного Совета СССР от 20 апреля 1945 года за образцовое выполнение боевых заданий командования и проявленные при этом геройство и мужество лейтенанту Сысоеву Михаилу Андреевичу присвоено звание Героя Советского Союза с вручением ордена Ленина и медали «Золотая Звезда».
Пока представление к высшей награде Родины проходило инстанции, лейтенант успел подлечиться в госпитале, вернуться в свой батальон, отличиться при штурме Будапешта, а затем в Венской и Братиславско-Брновской операциях. В 12 километрах от Праги он встретил Победу.
С июля 1945 года — в резерве штаба Центральной группы войск, с февраля 1946 года — военный комендант порта Сулина. С ноября 1946 года старший лейтенант Сысоев М. А. — в запасе по инвалидности, а затем в отставке. Жил в городе Курск.
25 января 1950 года арестован органами госбезопасности по обвинению в связях с «изменниками Родины и американскими шпионами». 3 марта 1950 года осуждён Особым совещанием при Министерстве государственной безопасности СССР по статьям 58-1 пункт «б» и 58-10 часть 1 к 15 годам лишения свободы за «измену Родине» и «шпионаж в пользу американской разведки». Поводом стали фотографии с американскими солдатами, сделанные в победном мае 1945 года и выбитые показания двух бывших сослуживцев. Сам Сысоев никаких признательных показаний не дал и никого не оговорил, что никак не повлияло на приговор. Лишён звания Героя Советского Союза и остальных наград указом Президиума Верховного Совета СССР от 21 августа 1951 года. Отбывал срок в лагерях Воркуты, Сызрани, Восточного Казахстана, Омска. Освобождён 11 августа 1956 года по постановлению комиссии Президиума Верховного Совета СССР о снижении срока заключения. Вернулся в Курск. Не пожелал добиваться полной реабилитации, так как считал себя невиновным. Однако в 70-х годах на встрече с бывшими однополчанами он рассказал им свою историю, и бывшие морпехи-черноморцы приняли решение добиваться справедливости. В марте 1975 года по ходатайству товарищей Сысоева Верховный Совет СССР поручил Главной Военной прокуратуре проверить дело М. Сысоева. 17 апреля 1975 года постановлением военного трибунала Московского военного округа был полностью реабилитирован. Указом Президиума Верховного Совета СССР от 27 июня 1975 года восстановлен в звании Героя и в остальных наградах. С 1976 года — на пенсии по инвалидности. С 1979 года — персональный пенсионер союзного значения. Жил в Курске.
Умер 21 мая 2006 года. Похоронен по завещанию в родном селе.
Награждён орденами Ленина, Красного Знамени, двумя орденами Отечественной войны 1-й степени, орденом Красной Звезды, медалями «За отвагу», «За оборону Севастополя», «За оборону Кавказа», «За взятие Будапешта», юбилейными медалями.
В 2008 году в Курске открыта мемориальная доска в память о Герое на доме, в котором он жил.